# Andonville

Andonville este o comună în departamentul Loiret din centrul Franței. În 1 ianuarie 2022 avea o populație de 252 de locuitori.